# 锡尔库尔
锡尔库尔（法語：Circourt，法語發音：[siʁkuʁ] ⓘ）是法国大東部大區孚日省的一个市镇，属于埃皮纳勒区。

## 地理
锡尔库尔（48°15'14"N, 6°16'58"E）面积5.93 平方千米，位于法国大東部大區孚日省，该省份为法国东北部内陆省份，北起默兹省和默尔特-摩泽尔省，西接上马恩省，南至上索恩省和贝尔福地区省，东临上莱茵省和下莱茵省。
与锡尔库尔接壤的市镇（或旧市镇、城区）包括：马多讷和拉姆雷、博克涅、布克西埃奥布瓦、达马和贝特涅、代尔巴蒙、埃讷库尔。

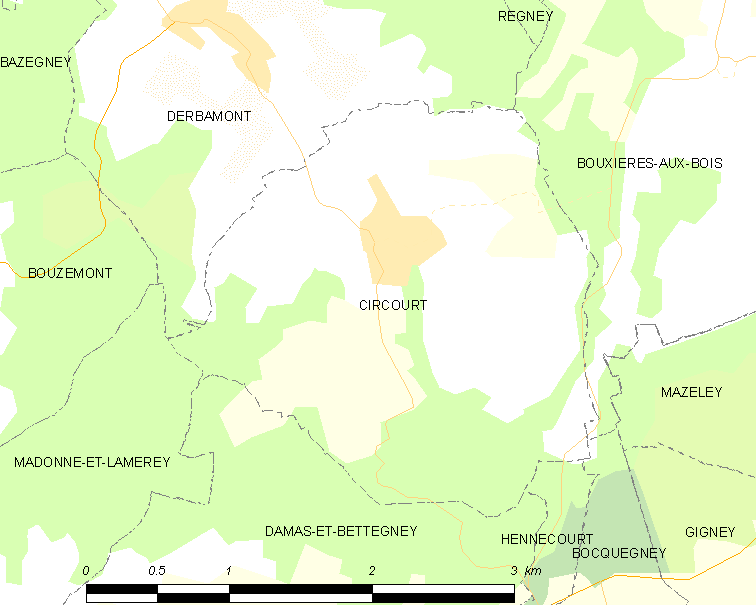
锡尔库尔的OSM定位图

锡尔库尔的时区为UTC+01:00、UTC+02:00（夏令时）。

## 行政
锡尔库尔的邮政编码为88270，INSEE市镇编码为88103。

## 政治
锡尔库尔所属的省级选区为达尔内县。

## 人口

1962-2008年间锡尔库尔人口变化图示

锡尔库尔于2022年1月1日时的人口数量为80人。